# الحث المزدوج

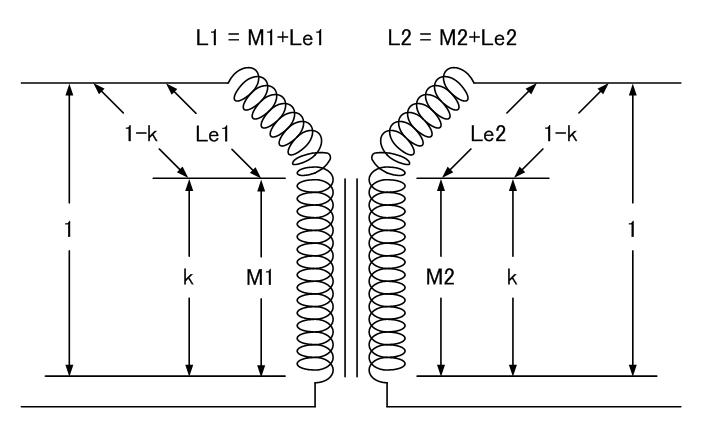
حث متبادل بين ملفين.

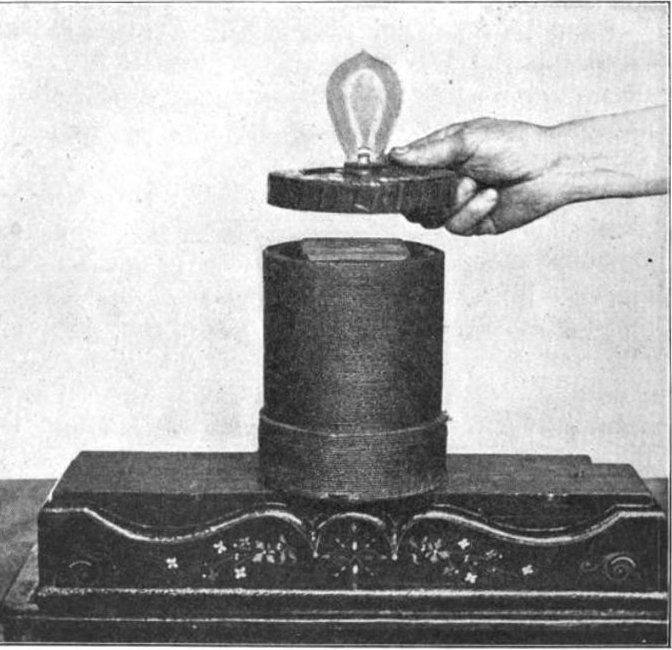
مصباح كهربي قديم يعمل بفكرة الحث المزدوج.

الْحَثُّ الْمُتَبَادَلُ أو الازْدِوَاجُ الْمِغْنَاطِيسِيَّ بَيْنَ مَوْصِلَيْن أَوْ الْحَثُّ الْمُتَضَافِرُ (بالفرنسية: Induction mutuelle)‏  يحدث عندما يتكون تيار كهربي في أحد الموصلين بسبب ما يُسببه الموصل الآخر من فرق جهد كهربي على الموصل الأول نتيجة للحث الكهرومغناطيسي، يُقاس الحث المزدوج بين موصلين بواسطة المحاثة المتبادلة بينهم.
يمكن زيادة الحث المزدوج بين سلكين بزيادة عدد لفائف في كل سلك، كما يزيد كلما تقارب الملفين من بعضهما، وبالتالي يتـّسع المجال المغناطيسي من لفائف الأول إلى لفائف الآخر، كما يزيد الحث المزدوج حسب مادة الوسط الممغنط (magnetic core)، فمثلًا يعتبر الحديد والفريت أفضل أنواع الوسط الممغنط، حيث يزيدان من التدفق المغناطيسي.
يُستخدم الحث المزدوج بين مغناطيسين في نقل الطاقة ميكانيكيًا بدون الحاجة للتوصيل.

## الاستخدامات
يستخدم الحث المزدوج على نطاق واسع في جميع أنحاء التكنولوجيا الكهربائية، ومن أمثلة ذلك:
- المحركات الكهربائية والمولدات
- الطبخ بالتحريض والتدفئة كذلك
- أجهزة الكشف عن المعادن
- تحديد الترددات الراديوية
- المحولات
- نقل الطاقة لاسلكيًا